# Championnat du Portugal de football 1941-1942
Navigation
1940-1941 1942-1943
Le Championnat du Portugal de football 1941-1942 est la 8e édition de la compétition qui voit la consécration du SL Benfica pour la 4e fois.
Le nombre d'équipes participantes est portée de 8 à 12.

## Clubs participants
La Fédération décide pour cette saison d'augmenter le nombre de participants en première division. Elle ouvre la phase nationale à deux autres associations qui pour cette année sont celle de l'AF Algarve et celle de Braga, celle-ci après une finale face aux champion de l'AF Aveiro. Initialement le nombre d'équipes doit être porté à 10, mais il est finalement de 12. Le FC Porto, termine 3e du championnat de l'AF Porto, et n'est donc pas qualifié pour la phase nationale. Mais la Fédération en décide autrement et offre au club de la capitale du nord une nouvelle chance. Quant à la 12e place, elle est offerte aux Unidos qui évoluent au sein de l'AF Lisbonne.
| \| Barreirense Belenenses Unidos Carcavelinhos Benfica Sporting Leça FC Porto Académico Guimarães Académica Olhanense \| Localisation des clubs, saison 1941-42 |
| Barreirense Belenenses Unidos Carcavelinhos Benfica Sporting Leça FC Porto Académico Guimarães Académica Olhanense                                              |

| Club              | Ville            | En D1 depuis | Participations | Cl. 1939-40       |
| ----------------- | ---------------- | ------------ | -------------- | ----------------- |
| Sporting CP       | Lisbonne         | 1934-35      | 8e             | 1er               |
| FC Porto          | Porto            | 1934-35      | 8e             | 2°                |
| Belenenses        | Lisbonne         | 1934-35      | 8e             | 3°                |
| SL Benfica        | Lisbonne         | 1934-35      | 8e             | 4°                |
| Académica         | Coimbra          | 1934-35      | 8e             | 5°                |
| FC Barreirense    | Barreiro         | 1937-38      | 5e             | 6°                |
| CF Os Unidos      | Lisbonne         | 1940-41      | 2e             | 7°                |
| Carcavelinhos FC  | Lisbonne         | 1941-42      | 5e             | Deuxième Division |
| Académico FC      | Porto            | 1941-42      | 5e             | Deuxième Division |
| SC Olhanense      | Olhão            | 1941-42      | 1re            | Deuxième Division |
| Vitória Guimarães | Guimarães        | 1941-42      | 1re            | Deuxième Division |
| Leça FC           | Leça da Palmeira | 1941-42      | 1re            | Deuxième Division |

### Classement par AF
Deux nouvelles associations font leur apparition. En dehors des quatre habituelles, cette saison voit l'arrivée de celle de l'Algarve et de Braga.
- AF Lisbonne : 5 clubs (Os Belenenses, CF Unidos, Carcavelinhos FC, SL Benfica, Sporting CP)
- AF Porto : 3 Clubs (FC Leça, FC Porto, Académico FC)
- AF Algarve : 1 club (SC Olhanense)
- AF Braga : 1 club (Vitória Guimarães)
- AF Coimbra : 1 club (Académica)
- AF Sétubal : 1 club (Barreirense)

## La pré-saison

### Championnat de l'AF Algarve
Olhanense, remporte son 4e titre consécutif, grâce à l'extension du championnat national de 8 à 10 clubs, il est propulsé en première division.
| Rang | Équipe               | Pts | J | G | N | P | Bp | Bc | Diff |
| ---- | -------------------- | --- | - | - | - | - | -- | -- | ---- |
| 1    | SC Olhanense         | 0   | 0 | 0 | 0 | 0 | 0  | 0  | 0    |
| -    | SC Farense           | 0   | 0 | 0 | 0 | 0 | 0  | 0  | 0    |
| -    | Gloria FC            | 0   | 0 | 0 | 0 | 0 | 0  | 0  | 0    |
| -    | Lusitano FC          | 0   | 0 | 0 | 0 | 0 | 0  | 0  | 0    |
| -    | Sport Faro e Benfica | 0   | 0 | 0 | 0 | 0 | 0  | 0  | 0    |

|  | Champion |

### Championnat de l'AF Braga
7e titre engrangé par le club de Guimarães, mais pour gagner sa place en championnat, le Vitória doit passer par un finale face au União de Lamas, qu'il bat 6 buts à 4. En effet l'AF Aveiro demande aussi à participer au championnat national, la fédération décide donc de faire une finale entre les deux champions régionaux.
| Rang | Équipe            | Pts | J | G | N | P | Bp | Bc | Diff |
| ---- | ----------------- | --- | - | - | - | - | -- | -- | ---- |
| 1    | Vitória Guimarães | 0   | 0 | 0 | 0 | 0 | 0  | 0  | 0    |
| -    | SC Braga          | 0   | 0 | 0 | 0 | 0 | 0  | 0  | 0    |
| -    | FC Famalicão      | 0   | 0 | 0 | 0 | 0 | 0  | 0  | 0    |
| -    | Gil Vicente FC    | 0   | 0 | 0 | 0 | 0 | 0  | 0  | 0    |
| -    | FC Vizela         | 0   | 0 | 0 | 0 | 0 | 0  | 0  | 0    |
| -    | SC Fafe           | 0   | 0 | 0 | 0 | 0 | 0  | 0  | 0    |

|  | Champion |

- Match de qualification :

Disputé à Porto au Campo da Constituição, le 11 janvier 1942, soit une semaine avant le début du championnat national. Cette victoire garantie au Vitória Guimarães, pour la première fois de son histoire, l'accès en première division.
| AF Braga          | Date            | Résultat | AF Aveiro      |
| ----------------- | --------------- | -------- | -------------- |
| Vitória Guimarães | 11 janvier 1942 | 6-4      | União de Lamas |

### Championnat de l'AF Coimbra
L'Académica remporte son 10e championnat de l'AF Coimbra d'affilée, et est qualifié pour le championnat national.
| Rang | Équipe               | Pts | J | G | N | P | Bp | Bc | Diff |
| ---- | -------------------- | --- | - | - | - | - | -- | -- | ---- |
| 1    | Académica de Coimbra | 0   | 0 | 0 | 0 | 0 | 0  | 0  | 0    |
| -    | Anadia FC            | 0   | 0 | 0 | 0 | 0 | 0  | 0  | 0    |
| -    | SC Conimbricense     | 0   | 0 | 0 | 0 | 0 | 0  | 0  | 0    |
| -    | Lusitânia DC         | 0   | 0 | 0 | 0 | 0 | 0  | 0  | 0    |
| -    | Naval 1º de Maio     | 0   | 0 | 0 | 0 | 0 | 0  | 0  | 0    |
| -    | União de Coimbra     | 0   | 0 | 0 | 0 | 0 | 0  | 0  | 0    |

|  | Champion |

### Championnat de l'AF Lisbonne
Le Sporting Portugal, remporte son 16e titre de champion et le second consécutif, cela en ne concédant qu'une seule défaite face à Carcavelinhos. Il peut ainsi défendre son titre, à noter qu'avec l'extension à 12 clubs le club des Unidos Lisbonne peut lui aussi participer au championnat national.
| Rang | Équipe            | Pts | J  | G | N | P | Bp | Bc | Diff |
| ---- | ----------------- | --- | -- | - | - | - | -- | -- | ---- |
| 1    | Sporting Portugal | 18  | 10 | 9 | 0 | 1 | 47 | 10 | +37  |
| 2    | Benfica           | 15  | 10 | 7 | 1 | 2 | 39 | 16 | +23  |
| 3    | CF Belenenses     | 11  | 10 | 5 | 1 | 4 | 35 | 15 | +20  |
| 4    | Carcavelinhos FC  | 8   | 10 | 4 | 0 | 6 | 17 | 37 | -20  |
| 5    | Unidos Lisbonne   | 6   | 10 | 3 | 0 | 7 | 18 | 29 | -11  |
| 6    | Os Fósforos       | 2   | 10 | 1 | 0 | 9 | 11 | 60 | -49  |

|  | Champion                                        |
|  | En gras clubs qualifiés pour la phase nationale |

### Championnat de l'AF Porto
Le grand Porto, termine troisième et se voit exclu d'office du championnat national. Le nouveau président du club, José Sousa Barcellos se retrouve à la tête d'un club aux caisses vides, et des recettes en baisse, et des résultats plus que mauvais. Le nouvel entraîneur, Miguel Siska tente de faire de son mieux avec un grand nombre de départs. Malgré sa 3e place, et après une demande officiel auprès de la Fédération portugaise de football, le club est autorisé à participer au championnat national, grâce à l'élargissement du nombre d'équipes.
| Rang | Équipe        | Pts | J | G | N | P | Bp | Bc | Diff |
| ---- | ------------- | --- | - | - | - | - | -- | -- | ---- |
| 1    | Académico FC  | 0   | 0 | 0 | 0 | 0 | 0  | 0  | 0    |
| 2    | Leça FC       | 0   | 0 | 0 | 0 | 0 | 0  | 0  | 0    |
| 3    | FC Porto      | 0   | 0 | 0 | 0 | 0 | 0  | 0  | 0    |
| -    | Boavista      | 0   | 0 | 0 | 0 | 0 | 0  | 0  | 0    |
| -    | Leixões SC    | 0   | 0 | 0 | 0 | 0 | 0  | 0  | 0    |
| -    | SC Salgueiros | 0   | 0 | 0 | 0 | 0 | 0  | 0  | 0    |

|  | Champion                                          |
|  | En gras, clubs qualifiés pour la phase nationale. |

### Championnat de l'AF Setúbal
Le FC Barreirense remporte à nouveau son championnat et obtient ainsi sa place en division principale.
| Rang | Équipe          | Pts | J | G | N | P | Bp | Bc | Diff |
| ---- | --------------- | --- | - | - | - | - | -- | -- | ---- |
| 1    | FC Barreirense  | 0   | 0 | 0 | 0 | 0 | 0  | 0  | 0    |
| -    | Aldegalense SC  | 0   | 0 | 0 | 0 | 0 | 0  | 0  | 0    |
| -    | Amora FC        | 0   | 0 | 0 | 0 | 0 | 0  | 0  | 0    |
| -    | Luso FC         | 0   | 0 | 0 | 0 | 0 | 0  | 0  | 0    |
| -    | Onze Unidos FC  | 0   | 0 | 0 | 0 | 0 | 0  | 0  | 0    |
| -    | Seixal FC       | 0   | 0 | 0 | 0 | 0 | 0  | 0  | 0    |
| -    | Unidos FC       | 0   | 0 | 0 | 0 | 0 | 0  | 0  | 0    |
| -    | Vitória Setúbal | 0   | 0 | 0 | 0 | 0 | 0  | 0  | 0    |

|  | Champion |

#### Finales
AF Braga - AF Aveiro : 
- Vitória Guimarães - CF União de Lamas : 6 à 4

AF Algarve - AF :
- SC Olhanense -

## Compétition

### Résultats
| Résultats (▼dom., ►ext.)                                   | BEN | SPO | BEL | POR | ACA | BAR  | UNI | CAR  | OLH | ACP  | VIT  | LEC  |
| SL Benfica                                                 |     | 4-3 | 2-1 | 5-1 | 4-1 | 3-2  | 2-0 | 4-0  | 8-1 | 4-1  | 4-2  | 5-0  |
| Sporting CP                                                | 1-4 |     | 1-4 | 5-0 | 3-1 | 7-1  | 4-2 | 4-1  | 4-1 | 11-2 | 9-1  | 14-0 |
| CF Belenenses                                              | 4-0 | 3-1 |     | 7-3 | 4-0 | 0-1  | 1-1 | 5-2  | 6-2 | 4-2  | 0-1  | 9-0  |
| FC Porto                                                   | 4-1 | 3-0 | 2-3 |     | 3-2 | 6-2  | 1-1 | 12-1 | 9-1 | 3-1  | 3-2  | 6-1  |
| Académica                                                  | 3-1 | 1-2 | 5-2 | 1-0 |     | 10-1 | 4-1 | 9-1  | 7-1 | 6-3  | 4-3  | 6-2  |
| FC Barreirense                                             | 0-1 | 0-4 | 1-1 | 3-1 | 6-2 |      | 3-1 | 2-0  | 3-1 | 8-1  | 11-1 | 2-0  |
| Unidos                                                     | 2-4 | 1-3 | 2-2 | 4-2 | 2-3 | 2-3  |     | 2-3  | 3-3 | 10-1 | 5-1  | 2-1  |
| Carcavelinhos FC                                           | 1-4 | 0-3 | 2-2 | 3-3 | 1-3 | 2-2  | 0-4 |      | 2-3 | 6-0  | 2-1  | 3-1  |
| SC Olhanense                                               | 2-3 | 1-6 | 1-1 | 0-2 | 3-2 | 0-2  | 1-2 | 5-1  |     | 5-2  | 6-2  | 5-2  |
| AC Porto                                                   | 2-4 | 0-3 | 0-2 | 2-4 | 3-2 | 6-0  | 3-2 | 1-1  | 9-0 |      | 2-0  | 4-0  |
| Vitoria Guimarães                                          | 1-2 | 1-2 | 2-4 | 1-4 | 4-3 | 4-4  | 0-3 | 3-0  | 4-0 | 4-3  |      | 4-2  |
| Leça FC                                                    | 2-5 | 0-3 | 1-1 | 2-5 | 1-2 | 2-1  | 4-1 | 0-3  | 3-0 | 2-0  | 3-1  |      |
| - Victoire à domicile - Match nul - Victoire à l'extérieur |     |     |     |     |     |      |     |      |     |      |      |      |

### Classement final
Le barème utilisé pour établir le classement est le suivant :
- Victoire : 2 points
- Match nul : 1 point
- Défaite : 0 point

| Rang | Équipe                | Pts | J  | G  | N | P  | Bp | Bc | Diff |
| ---- | --------------------- | --- | -- | -- | - | -- | -- | -- | ---- |
| 1    | Benfica               | 38  | 22 | 19 | 0 | 3  | 74 | 34 | +40  |
| 2    | Sporting Portugal (T) | 34  | 22 | 17 | 0 | 5  | 93 | 31 | +62  |
| 3    | CF Belenenses         | 30  | 22 | 12 | 6 | 4  | 66 | 32 | +34  |
| 4    | FC Porto              | 28  | 22 | 13 | 2 | 7  | 77 | 48 | +29  |
| 5    | Académica de Coimbra  | 26  | 22 | 13 | 0 | 9  | 77 | 51 | +26  |
| 6    | FC Barreirense        | 25  | 22 | 11 | 3 | 8  | 58 | 55 | +3   |
| 7    | Unidos Lisbonne       | 18  | 22 | 7  | 4 | 11 | 53 | 49 | +4   |
| 8    | SC Olhanense          | 14  | 22 | 6  | 2 | 14 | 42 | 83 | -41  |
| 9    | Carcavelinhos FC      | 14  | 22 | 5  | 4 | 13 | 35 | 73 | -38  |
| 10   | AC Porto              | 13  | 22 | 6  | 1 | 15 | 48 | 81 | -33  |
| 11   | Vitoria Guimarães     | 13  | 22 | 6  | 1 | 15 | 43 | 76 | -33  |
| 12   | Leça FC               | 11  | 22 | 5  | 1 | 16 | 29 | 82 | -53  |

|     | Champion        |
| (T) | Tenant du titre |

### Leader journée par journée
- SCP : Sporting CP
- SLB : SL Benfica

## Statistiques
- Meilleure attaque : Sporting CP: 93 buts
- Meilleure défense : Sporting CP: 31 buts
- Plus mauvaise attaque : Leça FC : 29 buts
- Plus mauvaise défense : SC Olhanense : 83 buts

### Meilleurs buteurs
| Cl. | Joueur              | Club                 | Buts |
| 1   | Correia Dias        | FC Porto             | 36   |
| 2   | Fernando Peyroteo   | Sporting CP          | 28   |
| 2   | Armando             | Académica de Coimbra | 28   |
| 4   | Gilberto            | Os Belenenses        | 22   |
| 4   | Arnaldo Carneiro    | CF Os Unidos         | 22   |
| 6   | Cardoso Pereira     | FC Barreirense       | 19   |
| 7   | Francisco Rodrigues | SL Benfica           | 16   |
| 7   | Julinho             | Académico FC         | 16   |
| 7   | Rebelo              | FC Barreirense       | 16   |
| 10  | Ferraz              | Vitória Guimarães    | 15   |

## Les champions du Portugal
Sport Lisboa e Benfica
| Président                              | Augusto da Fonseca Júnior |
| Entraîneur                             | - János Biri |
| Gardiens (matchs joués-buts marqués)   | António Martins (22-0) |
| Défenseurs (matchs joués-buts marqués) | Casimiro Tavares (2-0), Gaspar Pinto (20-0), Francisco Elói (6-0), Mário Galvão (8-1), Ricardo Freire (7-0)                                                  |
| Milieux (matchs joués-buts marqués)    | Joaquim Alcobia (9-0), Xico (19-1), César Ferreira (16-0), Alfredo Valadas (22-12), Albino (21-4)                                                            |
| Attaquants (matchs joués-buts marqués) | Semilhas (15-11), Álvaro Pereira (7-3), Teixeirinha (6-4), Manuel da Costa (16-6), Nelo Barros (21-11), José da Conceição (7-3), Francisco Rodrigues (18-16) |

## Résumé de la saison
- Pour la première journée du championnat le Benfica Lisbonne écrase le rival nordiste 5 buts à 0. Lors de cette même journée le Vitória Guimarães, remporte son premier match en première division (4 à 0 face au SC Olhanense).
- 3e journée, le FC Barreirense créé la surprise en s'emparant de la tête du championnat, grâce à la différence de buts.
- Pour la 4e journée, le 8 février 1942, le Sporting Portugal, donne une leçon de football au jeune promu, qu'est le Vitória Guimarães, 9 buts à 1 (Fernando Peyroteo 5 buts, Manuel Soeiro 3, et Carlos Canário 1).
- Le Sporting Portugal, écrase le Leça FC, 14 buts à 0, le buteur local, Fernando Peyroteo, en marque 9 à lui seul[2].

## Bilan de la saison
| Tableau d'Honneur                        |                   |
| Compétition                              | Vainqueur         |
| Primeira Divisão                         | SL Benfica        |
| Segunda Divisão                          | GD Estoril Praia  |
| Taça de Portugal                         | Belenenses        |
| Championnat de l'AF Algarve de football  | SC Olhanense      |
| Championnat de l'AF Braga de football    | Vitoria Guimarães |
| Championnat de l'AF Coïmbra de football  | Académica         |
| Championnat de l'AF Lisbonne de football | Sporting CP       |
| Championnat de l'AF Porto de football    | AC Porto          |
| Championnat de l'AF Setúbal de football  | Barreirense       |